# Diócesis de Corner Brook-Labrador
La diócesis de Corner Brook-Labrador (en latín: Dioecesis Riviangulanen(sis)-Labradoren(sis) y en inglés: Roman Catholic Diocese of Corner Brook and Labrador) es una circunscripción eclesiástica latina de la Iglesia católica en Canadá, sufragánea de la arquidiócesis de San Juan de Terranova. La diócesis tiene al obispo Bartolomeus van Roijen como su ordinario desde el 7 de octubre de 2019. 

## Territorio y organización
La diócesis tiene 310 302 km² y extiende su jurisdicción sobre los fieles católicos de rito latino residentes en la parte occidental de la isla de Terranova y la región de Labrador en la provincia de Terranova y Labrador.
La sede de la diócesis se encuentra en la ciudad de Corner Brook, en donde se halla la Catedral del Santísimo Redentor y de la Inmaculada Concepción. En Labrador City se encuentra la basílica de Nuestra Señora del Perpetuo Socorro, excatedral de la suprimida diócesis de Labrador City-Schefferville.
En 2019 en la diócesis existían 26 parroquias.

## Historia
La prefectura apostólica de Saint George's fue erigida el 16 de septiembre de 1870 con el breve Quae Catholicae rei del papa Pío IX, obteniendo el territorio de la diócesis de San Juan de Terranova (hoy arquidiócesis) y de la diócesis de Harbor Grace (hoy diócesis de Grand Falls).
El 28 de abril de 1892 la prefectura apostólica fue elevada a vicariato apostólico, con el breve Quae catholico nomini del papa León XIII y al mismo tiempo incorporó parte del territorio de la suprimida prefectura apostólica de Placentia.
El 18 de febrero de 1904, con el breve In hac Beati Petri Cathedra del papa Pío X, fue elevado a diócesis, tomando el nombre de la diócesis de Saint George's.
El 31 de mayo de 2007, en virtud de la bula Evangelica diligentia del papa Benedicto XVI, la diócesis tomó su nombre actual, durante el proceso de reorganización territorial que se ha desarrollado a gran escala en el este de Canadá. En la misma ocasión, el territorio diocesano se expandió hacia el continente, incorporando el territorio de Labrador, desmembrado por la suprimida diócesis de Labrador City-Schefferville.

## Estadísticas
De acuerdo al Anuario Pontificio 2020 la diócesis tenía a fines de 2019 un total de 46 900 fieles bautizados.
| Año                                                                             | Población            | Población | Población      | Sacerdotes | Sacerdotes    | Sacerdotes    | Bautizados por sacerdote | Diáconos permanentes | Religiosos | Religiosos | Parroquias |
| Año                                                                             | Bautizados católicos | Total     | % de católicos | Total      | Clero secular | Clero regular | Bautizados por sacerdote | Diáconos permanentes | Varones    | Mujeres    | Parroquias |
| ------------------------------------------------------------------------------- | -------------------- | --------- | -------------- | ---------- | ------------- | ------------- | ------------------------ | -------------------- | ---------- | ---------- | ---------- |
| Diócesis de Saint George's                                                      |                      |           |                |            |               |               |                          |                      |            |            |            |
| 1950                                                                            | 20 000               | 60 000    | 33.3           | 27         | 21            | 6             | 740                      |                      | 6          | 68         | 17         |
| 1966                                                                            | 22 800               | 70 000    | 32.6           | 35         | 29            | 6             | 651                      |                      |            | 87         | 19         |
| 1970                                                                            | 40 989               | 91 036    | 45.0           | 30         | 30            |               | 1366                     |                      | 10         | 110        | 20         |
| 1976                                                                            | 43 601               | 125 340   | 34.8           | 27         | 25            | 2             | 1614                     |                      | 13         | 89         | 21         |
| 1980                                                                            | 43 400               | 120 000   | 36.2           | 31         | 30            | 1             | 1400                     |                      | 11         | 83         | 21         |
| 1990                                                                            | 40 193               | 99 886    | 40.2           | 25         | 24            | 1             | 1607                     |                      | 7          | 49         | 23         |
| 1999                                                                            | 35 097               | 84 028    | 41.8           | 21         | 19            | 2             | 1671                     |                      | 2          | 30         | 21         |
| 2000                                                                            | 34 754               | 92 873    | 37.4           | 20         | 19            | 1             | 1737                     |                      | 1          | 28         | 21         |
| 2001                                                                            | 31 838               | 97 234    | 32.7           | 22         | 21            | 1             | 1447                     |                      | 1          | 39         | 21         |
| 2002                                                                            | 30 679               | 81 845    | 37.5           | 25         | 24            | 1             | 1227                     |                      | 1          | 25         | 21         |
| 2003                                                                            | 29 408               | 74 143    | 39.7           | 24         | 23            | 1             | 1225                     |                      | 1          | 21         | 20         |
| 2004                                                                            | 27 201               | 66 507    | 40.9           | 32         | 31            | 1             | 850                      |                      | 1          | 23         | 22         |
| Diócesis de Corner Brook-Labrador                                               |                      |           |                |            |               |               |                          |                      |            |            |            |
| 2013                                                                            | 43 700               | 124 200   | 35.2           | 26         | 23            | 3             | 1680                     |                      | 3          | 16         | 25         |
| 2016                                                                            | 45 190               | 128 400   | 35.2           | 26         | 16            | 10            | 1738                     |                      | 10         | 14         | 26         |
| 2019                                                                            | 46 900               | 133 160   | 35.2           | 26         | 15            | 11            | 1803                     |                      | 11         | 10         | 26         |
| Fuente: Catholic-Hierarchy, que a su vez toma los datos del Anuario Pontificio. |                      |           |                |            |               |               |                          |                      |            |            |            |

## Episcopologio
- Thomas Sears † (17 de septiembre de 1871-7 de noviembre de 1885 falleció)
- Michael Francis Howley † (5 de diciembre de 1885-21 de diciembre de 1894 nombrado obispo de San Juan de Terranova)
- Neil McNeil † (6 de agosto de 1895-19 de enero de 1910 nombrado arzobispo de Vancouver)
- Michael Fintan Power † (12 de mayo de 1911-6 de marzo de 1920 falleció)
- Henry Thomas Renouf † (27 de septiembre de 1920-2 de marzo de 1941 falleció)
- Michael O'Reilly † (5 de julio de 1941-22 de diciembre de 1969 renunció[7])
- Richard Thomas McGrath † (1 de junio de 1970-17 de junio de 1985 renunció)
- Raymond John Lahey (5 de julio de 1986-5 de abril de 2003 nombrado obispo de Antigonish)
- David Douglas Crosby, O.M.I. (6 de agosto de 2003-24 de septiembre de 2010 nombrado obispo de Hamilton)
- Peter Joseph Hundt (1 de marzo de 2011-12 de diciembre de 2018 nombrado arzobispo de San Juan de Terranova)
- Bartolomeus van Roijen, desde el 7 de octubre de 2019